# Chernes hahnii
Espèce
Synonymes
- Chelifer hahnii C. L. Koch, 1839

Chernes hahnii est une espèce de pseudoscorpions de la famille des Chernetidae.

## Distribution
Cette espèce se rencontre en France, au Royaume-Uni, aux Pays-Bas, au Luxembourg, en Allemagne, en Suisse, en Autriche, en Italie, en Tchéquie, en Slovaquie, en Pologne, en Hongrie, en Bulgarie, en Moldavie, en Ukraine, en Turquie, en Géorgie, en Azerbaïdjan, en Arménie, en Iran, au Kazakhstan, en Russie et en Chine.

## Publication originale
- C. L. Koch, 1839 : Übersicht des Arachnidensystems. Nürnberg, Heft 2, p. 1-38 (texte intégral).